# Aachenska mestna hiša
Aachenska mestna hiša (nemško Aachener Rathaus) je gotska zgradba nasproti stolnice v Aachnu in je ena najosupljivejših zgradb v Starem mestu (Altstadtu) v Aachnu v Nemčiji.

## Zgodovina
V prvi polovici 14. stoletja so aachenski meščani zgradili mestno hišo pod vodstvom takratnega župana Gerharda Chorusa (1285–1367) kot znak njihove državljanske svobode. Morali so obljubiti, da bo v njej prostor, v katerem bo tradicionalni praznik kronanja, ki je bil del slovesnosti kronanja Svetega rimskega cesarstva. Do takrat je imela to vlogo bližnja Grashaus, ena najstarejših še vedno stoječih zgradb v mestu. Gradnja se je začela leta 1330 na vrhu temeljev in zidov kraljeve dvorane (Aula Regia), dela opuščene aachenske pfalce, zgrajene v obdobju karolinške dinastije.  Granusov stolp in zidovje iz obdobja  Karla Velikega so vključili v južno stran objekta.  Delo je bilo končano leta 1349. Medtem ko je bila mestna hiša upravno središče mesta, je bil del mestnega streliva in orožja v Granusovem stolpu, ki je bil nekaj časa tudi zapor.

### Relief Treh kraljev
Od leta 1380 je vhod na Cesarjeve stopnice (Kaisertreppe) povezan od pritličja do dvorane za kronanja, ki ga je krasil apnenčast relief Treh kraljev in s prikazom čaščenja Svetih treh kraljev. Štirje apnenčasti bloki oblikujejo relief, vsak za enega kralja, in zadnji, ki prikazuje Marijo in Jezusa.
Ob francoski zasedbi leta 1798 je bil relief delno uničen, preostale dele so pustili nad vhodom v glavno stražarnico.  Srednjeveško umetniško delo je leta 1879 nadomestil Gottfried Götting z repliko. Pred drugo svetovno vojno je bila prenesena v lokalni muzej (Heimatmuseum) v Aachnu in med vojno je izginil.

### Barok
V velikem požaru leta 1656 so zgoreli deli strehe in stolpi. Uničeni elementi so bili potem nadomeščeni v baročnem slogu. Od leta 1727 do leta 1732 je glavni aachenski arhitekt, Johann Joseph Couven, vodil temeljno baročno preoblikovanje strukture, predvsem sprednje fasade in vstopnih stopnic. Gotske figure in okna s kamnitim okenskim križem so odstranili in tudi notranjost je bila predelana v baročnem slogu. Tako danes soba za zasedanja in Bela dvorana (Weiße Saal) še vedno ohranjata to spremembo v slogu.
Značilnost časovnega obdobja je lesena obloga Bele dvorane v slogu aachensko-lieškega baročnega mojstra Jacquesa de Reuxa, medtem ko je poslikava delo mojstra slikarja Johanna Chrysanta Bollenratha. Ta dvorana je bila prvotno prostor za porotnike, ki so nadzirali kakovost tkanin, narejenih v Aachnu, pozneje pa je bila glavna pisarna župana Aachna.
Na slovesnosti ob podpisu pogodbe, ki je končala avstrijsko nasledstveno vojno leta 1748, se je preimenovala v "dvorano miru", vendar se izraz ni uporabljal zaradi spora med odposlanci. Kot nadomestilo za to je mesto pridobilo portrete odposlancev, ki zdaj visijo v različnih prostorih mestne hiše.

### 19. stoletje
Od konca obdobja statusa cesarskega mesta in Napoleonove zasedbe območja je bila struktura zanemarjena, tako da je bila zgradba videti leta 1840 precej razpadla. Po tem, še posebej pod budnim očesom 19. stoletja, je glavni arhitekt Friedrich Joseph Ark postopoma obnavljal zgradbo v neogotskem slogu in poskušal posnemati prvotne gotske elemente. Stran nasproti trga je bila okrašena s kipi 50 kraljev ter simboli umetnosti, znanosti in krščanstva.
V tem času je bila obnovljena dvorana za kronanja in zgrajen nov vhod. Poleg tega je slikar Alfred Rethel okrasil sobo s serijo fresk. Začel je leta 1847, dokončal pa jih je njegov študent leta 1861. Freske prikazujejo legende iz življenja Karla Velikega. Po uničenju podobne umetnine v Novem muzeju (Neues Museum) v Berlinu je ta slika ena najpomembnejših pričevanj poznega romantičnega sloga v Nemčiji.

### Požar 1883
Požar se je z drogerije Johanna Petra Josepha Monheima in skladišča na Antonijevi ulici 26 (Antoniusstraße) najprej razširil prek strehe na Granusov stolp. [3] V štirih urah so bili streha in stolpa mestne hiše v ognju, prav tako tudi številne okoliške hiše na južni strani trga. Mestni hiši, dvorani za kronanje s freskami Alfreda Rethela, pa tudi prvemu nadstropju zgradbe je bilo prizaneseno. Takoj po požaru so njeno streho in stolpe obdržali pokončno z začasnimi podporami.
1. novembra 1884 je mesto Aachen razpisalo natečaj med nemškimi arhitekti za obnovo mestne hiše. Od 13 predloženih modelov je prvo nagrado dobil aachenski arhitekt Georg Frentzen, ki je leta 1891 dobil naročilo za obnovo zgradbe in njenih stolpov. Notranji prostori so bili obnovljeni pod vodstvom Josepha Laurenta in okoli 1895 sta bila kipa, ki prikazujeta viteza Gerharda Chorusa in Johanna von Punta (ki sta vodila mesto šestkrat od 1372 do 1385), zopet postavljena v obok okna na hrbtni strani mestne hiše, osem ščitov, ki prikazujejo grbe srednjeveškega plemstva (Margarten, Berensberg, Roide, Hasselholz, Surse, Wilde, Joh Chorus in Zevel), pa je bilo predelanih v spandrele. To je izvedel Karl Krauss.
Obnova je bila dokončno končana leta 1902 in 19. junija 1902 odprta z blagoslovom cesarja Viljema II.

### 20. stoletje
Mestna hiša je preživela svetovno vojno in ni bila poškodovana. Toda med nemiri, ki so nastali zaradi gibanja separatistov, katerega cilj je bila ustanovitev neodvisne renske republike, jo je napadla skupina in povzročila veliko škodo v notranjosti in zunanjosti. Deli fasade, kot so kipi in  uri, so bili razbiti, pa tudi vsa okenska stekla v prvem nadstropju na strani trga. Poleg tega so oplenili več prostorov v zgradbi in poškodovali veliko slovitih fresk s streljanjem. Pohištvo (še posebej v županovem uradu in dvorani za kronanja) so poškodovali izstrelki. V cesarjevi dvorani je bila odkrita neaktivirana bomba. 
Med drugo svetovno vojno je bila močno poškodovana zaradi bombardiranja, zlasti 14. julija 1943 in 11. aprila 1944. 14. julija 1943 so bili zažgani streha in stolpa, struktura pa je ohranila značilno obliko zaradi toplote, ki je zvila jeklen skelet znotraj kape stolpa. Dvorana za kronanje je bila spet močno poškodovana, severna stena celo nagnjena ponekod do 30 centimetrov iz vertikale. Neposredno nevarnost porušitve je ustavila uporaba izrednih podpor. Zaradi dežja, ki je prodrl v notranjost zgradbe, so bile močno prizadete freske. Pet od osmih je previdno odstranil Franz Stiewi in jih shranil v Suermondt-Ludwigovem muzeju.
Arhitekt profesor Otto Gruber in gradbeni inženir profesor Richard Stumpf sta leta 1945 pripravila poročilo o strukturnem stanju zgradbe. S pomočjo profesorja Josefa Pirleta je bila razpadajoča severna fasada ojačana z jeklenimi in napetimi palicami in leta 1946 popravljena streha s provizoričnimi ploščami iz cinka. Potem ko je bila narejena strukturna analiza in fasada okrepljena, so začeli zamenjavo severne fasade, saj so bili skoraj vsi loki zlomljeni. Leta 1950 so oboke v pritličju spet zaprli zaradi popravila. Rekonstrukcija cesarjeve dvorane je bila v glavnem končana do leta 1953, v naslednjih nekaj letih pa je bila obnovljena tudi oprema prostora.
Vprašanje, kako je treba obnoviti kape stolpov, je ostalo središče sporne razprave. Leta 1966 je profesor Wilhelm K. Fischer, ki se je intenzivno ukvarjal z obnovo Aachna, je izdelal skico za oblikovanje stolpov. Pri razpravi so sodelovali tudi študenti z Univerze RWTH v Aachnu in predlagali v obravnavo 24 modelov. Leta 1968 je bilo predlaganih še osem dodatnih strokovnih modelov delovni skupini, katere naloga je bila obnova stolpov. Po razpravljanju o več rešitvah je skupina meščanov odločila o načrtu konservatorsko-restavratorskega strokovnjaka Lea Hugota, ki je predlagal zgodovinsko podobo stolpov. Obnova je bila končana leta 1978.

### Danes
Danes replike cesarskih insignij, ki so v dunajski cesarski zakladnici, hranijo v mestni hiši. Narejene so bile okrog leta 1915 po naročilu cesarja Viljema II. za razstavo o 31 kronanjih, ki so bila v Aachnu med letoma 813 in 1531. Med replikami so kopija dunajskih evangelijev o kronanju, sablje Karla Velikega, cesarska krona Otona I. in cesarsko jabolko.
Mestna hiša je od leta 2009 postaja na "poti Karla Velikega" pri sprehodu turistov, na katerem obiskovalcem predstavijo zgodovinske znamenitosti Aachna. Muzejska razstava pojasnjuje zgodovino in umetnost zgradbe ter daje občutek zgodovinskih banketov ob kronanju. Ogledati si je mogoče Napoleonov portret iz leta 1807, ki je delo Louisa-Andréa-Gabriela Boucheta, in portret Napoleonove žene Josephine iz leta 1805, ki je delo Roberta Lefèvra.
Mestna hiša je danes sedež župana Aachna in mestnega sveta, v njej vsako leto od leta 1950 podelijo nagrado Karla Velikega ljudem, ki so prispevali k idealom, na katerih je bila ustanovljena Nemčija.